# Better Finance
Better Finance - The European Federation of Investors and Financial Services Users (Eigenschreibweise BETTER FINANCE) ist eine Nichtregierungsorganisation mit Sitz in Brüssel, die sich als Dachorganisation für Vereinigungen von Anlegern und Nutzern von Finanzdienstleistungen für EU-Bürger als Nutzer von Finanzdienstleistungen einsetzt. Ihr Ziel ist die Förderung von Transparenz, Schutz und guter Unternehmensführung, wobei sie Einzelanleger, Sparer und andere Interessengruppen vertritt und dafür Fachanalysen zu den Finanzmärkten und deren Regulierung erstellt.

## Geschichte
Die Gründung von Better Finance erfolgte im Jahr 2009 unter dem Namen EuroInvestors, um Nutzern von Finanzdienstleistungen in Folge der Finanzkrise von 2008 eine Stimme zu geben.
Vorgängerorganisationen waren die im Jahr 1992 in Brüssel gegründete Euroshareholders, eine Vereinigungen von Kleinaktionären in ganz Europa, sowie von FAIDER, einem französischen Verband der unabhängigen Rentensparer. Euroshareholders schloss sich im Jahr 2012 EuroInvestors an.
Aufgrund des breiten Tätigkeitsfeld der Mitglieder wurde der Name des Vereins im Jahr 2012 in EuroFinuse - the European Federation of Financial Services Users geändert. Inzwischen lautet der Name Better Finance - The European Federation of Investors and Financial Services Users, die als internationale und gemeinnützige Organisation nach belgischem Recht (AISBL) agiert.
Prinzipiell führt Better Finance Kampagnen für Marktintegrität durch setzt sich für eine verbesserte Finanzaufsicht ein. Derzeit setzt sich Better Finance für eine Entschädigung der Aktionäre von Airbus und Wirecard in Form einer Sammelklage ein.

## Finanzierung
Die Organisation verfügt über ein Budget von knapp 1 Million Euro jährlich. Im Vergleich dazu beträgt das Budget der Finanzindustrie für 1.700 Lobbyisten in Brüssel nach einer Studie mindestens 120 Millionen Euro. Better Finance finanziert sich durch Mitgliedsbeiträge, Zuschüsse und Spenden und wird teilweise von der Europäischen Kommission finanziert. Vom EU-Binnenmarktprogramm erhält die Organisation eine halbe Million Euro jährlich.

## Mitglieder
Better Finance vertritt (Stand März 2024) 40 nationale Mitgliedsorganisationen, die sich über 26 Länder erstrecken, darunter 18 EU-Staaten, und unterscheidet in Vollmitglieder (full members) und assoziierte Mitglieder (associate members). Stand März 2024 sind die folgenden Organisationen Mitglied:
| Land                   | Organisation                                                                                               | Mitgliedschaft |
| ---------------------- | --- | -------------- |
| Belgien                | EFES - European Federation of Employee Share Ownership                                                     | assoziiert     |
| Belgien                | FiInE – Financial Inclusion Europe                                                                         | assoziiert     |
| Belgien                | VFB - Vlaamse Federatie van Beleggers                                                                      | Vollmitglied   |
| Dänemark               | DAF - Dansk Aktionærforening                                                                               | Vollmitglied   |
| Deutschland            | DSW - Deutsche Schutzvereinigung für Wertpapierbesitz                                                      | Vollmitglied   |
| Deutschland            | BdV - Bund der Versicherten                                                                                | Vollmitglied   |
| Finnland               | Pörssisäätiö - Finnish Foundation for Share Promotion                                                      | Vollmitglied   |
| Finnland               | Suomen Osakesäästäjät - Finnish Shareholders Federation                                                    | Vollmitglied   |
| Frankreich             | A.D.A.M. - Association pour la défense des Actionnaires Minoritaires                                       | Vollmitglied   |
| Frankreich             | FAIDER - Fédération des Associations Indépendantes de Défense des Epargnants pour la Retraite              | Vollmitglied   |
| Frankreich             | GAIPARE - Association pour l‘amélioration de la retraite et de l‘épargne                                   | Vollmitglied   |
| Frankreich             | Place des Investisseurs (ehemalig: Fédération des Investisseurs individuels et des Clubs d'investissement) | Vollmitglied   |
| Frankreich             | CGPC - Association française des Conseils en Gestion de Patrimoine Certifiés                               | assoziiert     |
| Frankreich             | 2 Degrees Investing Initiative                                                                             | assoziiert     |
| Griechenland           | Helinas - Hellenic Investors Association                                                                   | Vollmitglied   |
| Island                 | Samtök Sparifjáreigenda - Iceland Savers Association                                                       | Vollmitglied   |
| Italien                | New Savers                                                                                                 | assoziiert     |
| Lettland               | IMAB - Investoru un mazākuma akcionāru biedrība                                                            | assoziiert     |
| Libanon                | BLO - Lebanese Investors Association (Boulos Law Office at Beirut Bar Association)                         | assoziiert     |
| Litauen                | Lietuvos Vartotojų Institutas - Lithuanian Consumer Institute                                              | Vollmitglied   |
| Litauen                | Lithuanian Investors Association                                                                           | Vollmitglied   |
| Luxemburg              | INVESTAS - Association Luxembourgeois des Actionnaires Privés                                              | Vollmitglied   |
| Malta                  | Malta Association of Small Shareholders                                                                    | Vollmitglied   |
| Norwegen               | Aksjonaerforeningen i Norge - Norwegian Shareholders Association                                           | Vollmitglied   |
| Österreich             | IVA - Interessenverband für Anleger                                                                        | Vollmitglied   |
| Österreich             | PEKABE - Schutzverband der Pensionskassenberechtigten                                                      | assoziiert     |
| Polen                  | SII - Stowarzyszenie Inwestorów Indywidualnych                                                             | Vollmitglied   |
| Portugal               | ATM - Associacao dos Investidores e Analistas Técnicos do Mercado de Capitais                              | Vollmitglied   |
| Rumänien               | AURSF - Asociata Utilizatorilor Romani de Servicii Financiare                                              | Vollmitglied   |
| Schweden               | Aktiespararna - Swedish Shareholders Association                                                           | Vollmitglied   |
| Schweiz                | Schweizerischer Anlegerschutzverein (SASV)                                                                 | assoziiert     |
| Slowakei               | Institute of Savings and Investment                                                                        | assoziiert     |
| Slowenien              | VZMD - Vseslovensko združenje malih delničarjev                                                            | Vollmitglied   |
| Spanien                | ADICAE - Asociacion de Usuarios de Bancos Cajas y Seguros                                                  | Vollmitglied   |
| Spanien                | AEMEC - Asociación Española de Accionistas Minoritarios de Empresas Cotizadas                              | Vollmitglied   |
| Tschechien             | SCS - Sdružení Českých Spotrebitelu, o.s.                                                                  | Vollmitglied   |
| Vereinigtes Königreich | ShareAction                                                                                                | assoziiert     |
| Vereinigtes Königreich | ShareSoc                                                                                                   | Vollmitglied   |
| Vereinigtes Königreich | The Transparency Task Force                                                                                | assoziiert     |
| Vereinigtes Königreich | UKSA - United Kingdom Shareholders Association                                                             | assoziiert     |

## Weblink
- Offizielle Website